# Processi di nobiltà

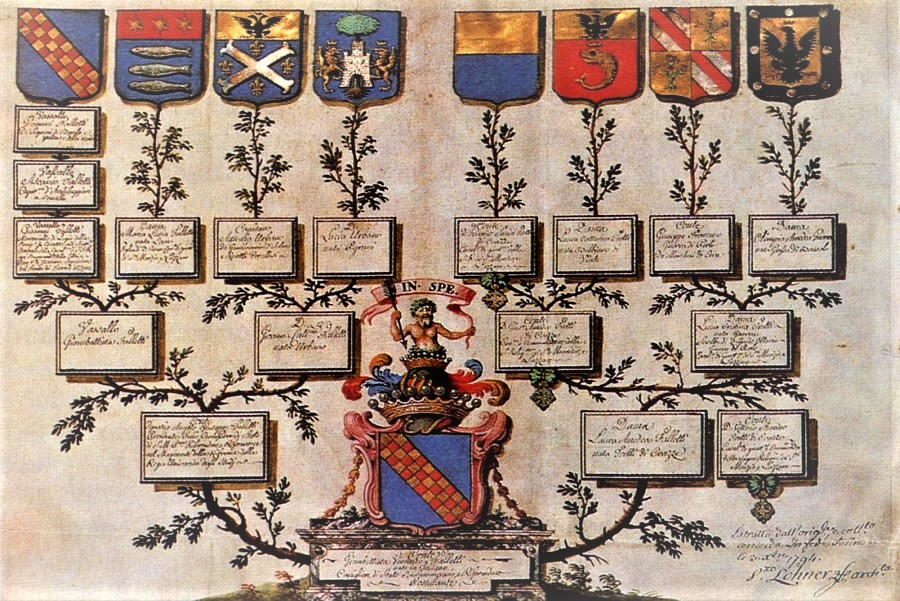
Albero della famiglia Falletti

Un processo di nobiltà è l'articolato e formalizzato procedimento volto ad accertare lo status dei candidati che desiderano essere ricevuti in un determinato ordine cavalleresco. È composto da un fascicolo che contiene tutta la documentazione necessaria a corroborare i requisiti d'idoneità che ogni ordine regola secondo i propri statuti, costituzioni o codici. Vi sono dei documenti comuni (nascita, battesimo, matrimonio, attestato di moralità ecc.) e altri specifici per alcune categorie (prove nobiliari, alberi genealogici, stemmi ecc.). Il fascicolo è posto "sotto processo" dagli organi preposti ed esaminato nei suoi contenuti.

## Santa Sede
La Santa Sede ha visto due soli conferimenti concessi su prove di nobiltà: la Milizia Aurata o Speron d'Oro, "usata" per secoli, quale titolo di rango e nobilitazione (fino al 1841), primo conferimento pontificio, in senso storico, a pretendere e riconoscere nobiltà gentilizia, nonché a concedere nobiltà ereditaria; sostituito poi, con analogo valore, dall'Ordine Piano e in particolare dal Cavalierato di Prima Classe, poi di Gran Croce, fondato da Pio IX e anch'esso denobilitato da Pio XII nel 1939.
Dal 1939 la Santa Sede ha solo titoli di merito.

## Sovrano Militare Ordine di Malta
A titolo indicativo  per la ricezione nel Sovrano Militare Ordine di Malta in qualità di Cavaliere di Grazia e Devozione sono richiesti i seguenti documenti:
- a) Istanza rivolta al Principe Gran Maestro;
- b) atto di battesimo dell'aspirante, dei genitori e degli avi paterni e materni, nonché atto di matrimonio religioso o di stato libero dell'aspirante;
- c) curriculum vitae;
- d) certificato di moralità e di cattolico praticante, relativo all'aspirante, rilasciato dal parroco;
- e) atto di matrimonio religioso dei genitori e degli avi paterni e materni;
- f) atto di battesimo e matrimonio religioso degli ascendenti paterni a comprova della filiazione legittima della famiglia stessa;
- g) documenti in originale o copie autentiche rilasciate da pubblici archivi a comprova della nobiltà almeno centenaria della famiglia paterna;
- h) albero genealogico con lo stemma miniato a colori con la seguente dichiarazione munita dalle firme e sigilli di due Cavalieri di Giustizia, di Obbedienza o di Onore e Devozione dell'Ordine presentatori e fidejussori: "Attestiamo sub fide nobilium esserci pienamente noto che il... è persona di ineccepebile moralità e di perfetta condotta cavalleresca";
- i) oltre al requisito della nobiltà di almeno cento anni per il quarto paterno, il candidato deve dimostrare la prova dei legittimi matrimoni degli avi materni, e che la famiglia della madre possiede o la nobiltà seppure personale, oppure che da tre generazioni gode di dignitosa posizione sociale.[2]

## Sacro Militare Ordine Costantiniano di San Giorgio
A titolo indicativo  per la ricezione nel Sacro Militare Ordine Costantiniano di San Giorgio in qualità di Cavaliere di Jure Sanguinis sono richiesti i seguenti documenti:
- a) Istanza rivolta al Principe Gran Maestro;
- b) istanza rivolta alla Reale Deputazione dell'Ordine;
- c) atto di battesimo dell'aspirante, dei genitori e degli avi paterni e materni, nonché atto di matrimonio religioso o di stato libero dell'aspirante;
- d) curriculum vitae;
- e) certificato di moralità e di cattolico praticante, relativo all'aspirante, rilasciato dal parroco;
- f) atto di battesimo e matrimonio religioso dei genitori e degli ascendenti paterni a comprova della filiazione legittima della famiglia stessa;
- g) documenti in originale o copie autentiche rilasciate da pubblici archivi a comprova della nobiltà almeno duecentenaria della famiglia paterna;
- h) albero genealogico con lo stemma miniato a colori;
- i) oltre al requisito della nobiltà di almeno duecento anni per il quarto paterno, il candidato deve dimostrare la prova dei legittimi matrimoni degli avi materni, e che la famiglia della madre possiede o la nobiltà centenaria, o personale, oppure che da tre generazioni gode di dignitosa posizione sociale.[3]